# Emilio Carrión Fos
Emilio Carrión Fos, músico, pintor, fotógrafo y poeta español.

## Biografía
Emilio Carrión nació en Valencia (España) en 1921. Se trasladó a la provincia de Almería a mediados de los años 50 por motivos profesionales. Fue “Veedor” del Servicio de Defensa contra Fraudes del Ministerio de Agricultura de España, tras oposición de 5 de noviembre de 1954. Perito químico de la Jefatura Agronómica de Almería, colaborador en los trabajos de investigación de don José María Artero García sobre el Paraje Natural y Reserva Natural de Punta Entinas-Sabinar, para los que realizó los análisis cuantitativos de las muestras de tierras y los cloruros de las de agua.
Fotógrafo y colaborador de la revista especializada del grupo Arte fotográfico almeriense AFAL de Almería.

...Emilio Carrión Fos, este último fallecido recientemente y cuya obra debe ser investigada con especial atención, por su talante humanista en los diversos terrenos de la cultura. Manuel Falces

Fundador en 1960 de la Coral Virgen del Mar de Almería, nacida como Agrupación Coral Almeriense, recibiendo su nombre actual en 1974. Fue su primer director hasta su sustitución por don José Luis Martínez. Realizó arreglos para este grupo coral de algunas obras de Manuel del Águila. Se dedicó a la formación musical y en su honor se puso su nombre al Coro de Cámara Emilio Carrión, fundado en 1984, algunos de cuyos miembros fueron discípulos de la escuela de música de la que fuera director.

Hemos de hacer mención de la alta categoría musical del también escritor y poeta Emilio Carrión, fundador y mantenedor, con verdadero esfuerzo, a través de una ilógica incomprensión oficial, de la Agrupación Coral Virgen del Mar, que ha realizado multitud de conciertos y recitales, tanto de música clásica, como folklórica, obteniendo primeros premios y distinciones... Manuel del Águila

Como escritor es autor de algunas obras poéticas y colaborador de la Revista Andarax.

Emilio Carrión escribe sus versos, que desde siempre son el resultado de una profunda inquietud existencial. Sus poemas rezuman miedo. Alegría rara vez, pero siempre implícita en el sentimiento amoroso; y sobre todo la muerte, como protagonista en toda su obra. Teresa Vázquez y José Luis Muñio

Falleció en la ciudad de Madrid como consecuencia de una operación médica, aunque enterrado Almería en 1981.

## Obra
- “El silencio habitado”. Ed. Impr. Peláez, Almería, 1962, 67 pp.
- “El cielo y el mar”. Ed. Ayuntamiento de Almería, 1ª ed. 1973, ISBN 978-84-400-6851-4, 25 pp. Con Carmen García Bellver, Ed. Cajal BTA 25, 2ª ed., Almería, 1987, ISBN 978-84-85219-71-1, 55 pp.
- “Almería Indálica”. Poema, edición de los premios del Certamen Literario convocado por la Excma. Diputación de Almería con motivo del I Día de la Provincia, Ed. Cajal BTA 5, 1975, ISBN 978-84-85219-01-8, 28 pp.[4]
- “El Justo tiempo humano”. Poesía, Ed. Cajal, Almería, 1982, ISBN 978-84-85219-45-2, 113 pp.